# Cambodia
Cambodia è il quarto singolo della cantante britannica Kim Wilde. È uscito verso la fine dell'anno 1981, anno in cui la cantante aveva già pubblicato tre successi e un album.

## Descrizione
Il singolo fu un altro successo internazionale, raggiungendo la prima posizione delle classifiche in Francia, Svezia e Svizzera ed entrando nella Top 10 di molte altre nazioni. Fu pubblicato nel formato 7", ma in Germania anche nel formato 12", sebbene non fosse una versione remixata od estesa. La b-side del singolo è una canzone non facente parte dell'album, chiamata Watching For Shapes. Cambodia fu inclusa più tardi nel secondo album della Wilde, Select, seguita dalla versione strumentale della canzone Reprise come proseguimento.
Guardando i lati musicale e testuale, Cambodia mostra un cambiamento di direzione della Wilde quanto a genere musicale, a differenza del suo primo album. La canzone è principalmente elettronica, con percussioni tipiche orientali. Il testo riporta il racconto in prima persona di una donna il cui marito, un pilota tailandese della RAF, non fece più ritorno da un volo in Cambogia; è ispirato ad alcune tragedie accadute nel sud del Vietnam. Scrivendo le parole, Marty Wilde immaginò un pilota americano su un F-4 Phantom II e abbattuto da un missile. Infatti la traccia Reprise in origine avrebbe dovuto contenere il suono di un motore di aereo seguito da un razzo che distrugge l'aereo, ma la copertina del singolo ritrae un elicottero, perciò l'idea venne sostituita con un altro suono.
La canzone, sia nella prima parte della melodia, sia nel modo di cantare della cantante, sia nelle sonorità usate (sebbene qui ben più elettroniche), ricordano la hit del 1975 degli ABBA S.O.S..

## Tracce
12" Maxi RAK 052-64 632
1. Cambodia - 3:56
2. Watching for Shapes - 3:40

7" Single RAK 008-64 632
1. Cambodia - 3:56
2. Watching for Shapes - 3:40

## Classifiche
| Classifica (1981) | Posizione raggiunta |
| ----------------- | ------------------- |
| Svizzera          | 1                   |
| Svezia            | 1                   |
| Norvegia          | 3                   |
| Austria           | 4                   |
| Paesi Bassi       | 5                   |
| Regno Unito       | 12                  |
| Irlanda           | 15                  |
| Nuova Zelanda     | 21                  |

## Versioni cover
- Il progetto trance Pulsedriver pubblicò una cover nel 2000.
- Un altro progetto trance belga, Nobody, pubblicò una cover nel 2003.
- L'album del 2005 di Apoptygma Berzerk contiene una cover della canzone.
- Nel 2005 il DJ e produttore Gigi D'Agostino inserisce nella compilation Disco Tanz il singolo Memories, cover della canzone della Wilde.
- La band svedese Hearse pubblicarono una cover della canzone nel loro album Armageddon, Mon Amour.
- Il gruppo techno tedesco Scooter pubblicò una cover della canzone nel 2007 in genere jumpstyle, pubblicata nel loro album Jumping All Over The World
- Anche l'artista jumpstyle Vorwerk ne pubblicò una cover molto simile, mentre il gruppo Base Unique ne pubblicò una cover in versione house.
- Nel 2008 la band serba Six Pack registrò una cover nel loro album di cover Discover.
- Nel 2009 il DJ olandese Marco V pubblicò una canzone chiamata Coma Aid con un campionamento della canzone.
- 2023, Overdrive di Ofenbach feat. Norman Jean Martine, è una cover del brano.